# 彼得·阿莫索夫
彼得·列沃利多维奇·阿莫索夫（羅馬化：Pyotr Revol'dovich Ammosov；1966年9月22日—）是俄罗斯政治人物，第八届国家杜马代表。
1984年至1987年，阿莫索夫在苏联武装部队服役。1990年至1993年，他在乌斯季阿尔丹区担任挖掘机司机。1995年至1996年，他担任乌斯季阿尔丹uluskomzem的首席专家。1999年至2001年，他担任奥伊米亚康mezhraykomzem的首席专家。2001年至2004年，阿莫索夫担任萨哈土地资源和土地管理委员会的首席专家。2008年至2009年，他担任上科雷姆斯克区政府人事管理处代理处长。2010年，阿莫索夫成为萨哈共和国议会北极和北方土著少数民族问题常务委员会的高级参考委员。他于2013年卸任，担任萨哈共和国第五届和第六届国家议会人民代表。2014年11月当选俄共雅库特共和国委员会书记。2021年9月起任鄂木斯克州宪法第八届国家杜马代表。
2020年，由于阿莫索夫公开发表性别歧视言论，俄罗斯联邦共产党代表决定将其开除党籍。然而，随着他赢得选举，该党决定推迟驱逐他的决定。

## 制裁
阿莫索夫于2022年因俄乌战争而受到英国政府制裁。